# یاسواکی فوجیتا
یاسواکی فوجیتا (انگلیسی: Yasuaki Fujita؛ زادهٔ) موسیقی‌دان اهل ژاپن است.